# Shapefile
A shapefile (az angol shape szóból, magyarul: alak, forma) a geoinformációs rendszerekben (GIS) elterjedten, széles körben használt vektorgrafikus fájlformátum. A formátumot az Esri dolgozta ki és tartja karban a térinformatikai alkalmazásaihoz. Specifikációja nagyrészt nyílt, elterjedtsége miatt az egyes geoinformatikai alkalmazások közti adatcsere népszerű formátuma. A shapefile a térképi adatbázisok geometriai információit tartalmazza. Háromféle geometriai alakzatot ismer: a pontot, a vonalat és a sokszöget. A shapefile valójában fájlok együttesét jelenti. Külön fájl tartalmazza a geometriai alakzatok koordinátáit, az alakzatok attributumait, az egyes adatrekorodok közti kapcsolatokat, valamint további kiegészítő adatokat.